# Melanie Griffith
Melanie Richards Griffith (ur. 9 sierpnia 1957 w Nowym Jorku) – amerykańska aktorka i producentka filmowa.
Laureatka Złotego Globu dla najlepszej aktorki w filmie komediowym lub musicalu za kreację Tess McGill robiącej karierę kosztem swojej niewinności w komedii romantycznej Mike’a Nicholsa Pracująca dziewczyna (Working Girl, 1988) u boku Harrisona Forda i Sigourney Weaver, za którą była nominowana do nagrody Oscara dla najlepszej aktorki pierwszoplanowej.

## Życiorys

### Wczesne lata
Urodziła się w Nowym Jorku jako córka aktorki Tippi Hedren, znanej z filmu Alfreda Hitchcocka Ptaki (1963), i przedsiębiorcy Petera Atwilla Griffitha. W wieku sześciu lat otrzymała od Alfreda Hitchcocka lalkę w sosnowym pudełku, która przypominała jej matkę; myślała, że pudełko to trumna i że jej matka umrze. Dorastała z siostrą przyrodnią Tracy Griffith i przyrodnim bratem Clayem A. Griffith – dziećmi jej ojca z drugiego małżeństwa z Nanitą Greene. Wychowywała się wśród dzikich zwierząt; w wieku 13 lat miała własnego lwa.

### Kariera
Była modelką, gdy miała 9 miesięcy. Mając 12 lat trafiła na kinowy ekran w westernie Smith! (1969) z udziałem Glenna Forda. Uczęszczała do jednej z hollywoodzkich szkół aktorskich. Wielki przełom nastąpił, gdy Arthur Penn obsadził ją w roli uciekającej nimfetki w dreszczowcu kryminalnym W mroku nocy (Night Moves, 1975) u boku Jamesa Woodsa. W roku 1975 została wybrana Miss Złotego Globu. Pojawiła się w dreszczowcu Zdradliwa toń (The Drowning Pool, 1975) z Paulem Newmanem, komedii Uśmiech (Smile, 1975) u boku Bruce’a Derna jako jedna z wielu dziewcząt aspirujących do tytułu Miss Ameryki, dramacie izraelskim Ogród (Gan, Ha-, 1977), dramacie sportowym Jeden na jeden (One on One, 1977) z Annette O’Toole jako autostopowiczka i dramacie przygodowym Przejażdżka (Joyride, 1977) u boku Roberta Carradine.
Na początku kariery aktorskiej uzależniła się od alkoholu, narkotyków i leków przeciwbólowych, co negatywnie wpłynęło na jej rozwój, tak jak rozpad niedojrzałego związku i wypadek, jakiemu uległa – została potrącona przez samochód po jednym z przyjęć, przez co trafiła do szpitala.

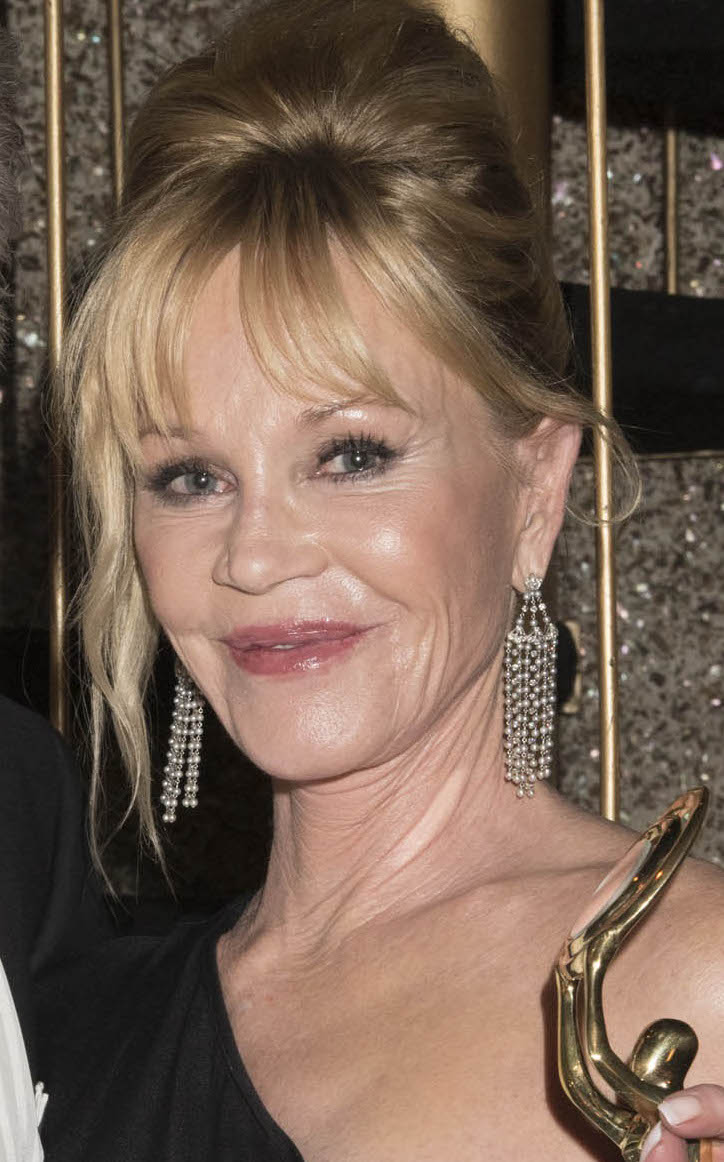
Griffith (2016)

Wstąpiła na kurs aktorski Stelli Adler w Nowym Jorku. Zwróciła na siebie uwagę dzięki roli gwiazdy kina porno, Holly w przewrotnym thrillerze Briana De Palmy Świadek mimo woli (Body Double, 1984), za którą odebrała nagrodę związku krytyków i była nominowana do nagrody Złotego Globu. Drugą nominację do tejże nagrody przyniosła jej postać zagadkowej i rozrywkowej Lulu, która przewraca do góry nogami uporządkowane życie młodego "yuppie" (Jeff Daniels), symbolu uporządkowanej i pracowitej Ameryki w czarnej komedii Dzika namiętność (Something Wild, 1986). W dreszczowcu Johna Schlesingera Pacific Heights (1990) z Matthew Modinem i Michaelem Keatonem zagrała wyciszoną rolę terroryzowanej przez psychopatycznego lokatora młodej żony. Za postać cynicznej i samolubnej kochanki w czarnej komedii Briana De Palmy Fajerwerki próżności (The Bonfire of the Vanities, 1990) zdobyła nominację do antynagrody Złotej Maliny dla najgorszej aktorki.
Nieudane kreacje policjantki w dramacie kryminalnym Obcy wśród nas (A Stranger Among Us, 1992), szpiega podczas II wojny światowej w thrillerze Światło w mroku (Shining Through, 1992) z Michaelem Douglasem i zdradzanej, ale kochanej żony policjanta (Nick Nolte) w dramacie kryminalnym Nieugięci (Mulholland Falls, 1996) przyniosły jej dwukrotnie antynagrodę Złotej Maliny. Dobrze przyjęta przez publiczność i krytykę została w kontrowersyjnym melodramacie Lolita (1997) jako matka tytułowej bohaterki Charlotte Haze. Za postać Lucille, która wożąc ze sobą własnoręcznie obciętą głowę męża, podbija Las Vegas i Hollywood w czarnej komedii Antonio Banderasa Wariatka z Alabamy (Crazy in Alabama, 1999) została uhonorowana nagrodą Sant Jordi w Barcelonie. W 2001 podczas Razzie Awards otrzymała nominację do Złotej Maliny dla najgorszej aktorki za film Cecil B. Demented.
W 1999 zadebiutowała na scenie Old Vic w Londynie w sztuce Monologi Waginy (The Vagina Monologues) z Cate Blanchett. W 2003 zadebiutowała z powodzeniem na scenie Broadwayu rolą Roxie w musicalu Chicago.
4 lutego 2008 otrzymała honorową nagrodę Telekamery 2008, którą w jej imieniu odebrała przyjaciółka, ponieważ aktorka nie przyjechała na galę ze względu na tragedię rodzinną - śmierć teścia, Jose Domingueza, ojca Antonio Banderasa.

## Życie prywatne
W wieku 14 lat poznała przyszłego męża 22–letniego aktora Dona Johnsona na planie melodramatu Szkoła kochania (The Harrad Experiment, 1973); wkrótce związała się z nim w życiu prywatnym, po czym wyprowadziła się z domu rodzinnego, pobrali się 8 stycznia 1976, gdy miała 18 lat, ale rozwiedli się kilka miesięcy później w lipcu 1976. 6 czerwca 1982 zawarła związek małżeński z aktorem Stevenem Bauerem, z którym ma syna Alexandra (ur. 1985). W 1989 doszło do rozwodu. 29 stycznia 1989 po raz drugi wyszła za mąż za Dona Johnsona, z którym ma córkę Dakotę (ur. 4 października 1989).
14 maja 1996 poślubiła aktora Antonio Banderasa, z którym ma córkę Stellę (ur. 24 września 1996) i rozwiodła się 4 grudnia 2015.

## Filmy fabularne  i tv
- 1975: Uśmiech (Smile) jako Karen Love
- 1975: Zdradliwa toń (The Drowning Pool) jako Schuyler Devereaux
- 1975: W mroku nocy (Night Moves) jako Delly Grastner
- 1977: Przejażdżka (Joyride) jako Susie
- 1977: Ogród (Gan, Ha-) jako młoda dziewczyna
- 1977: Jeden na jeden (One on One) jako autostopowiczka
- 1981: Tajne asy (Underground Aces) jako Lucy
- 1981: Ryk (Roar) jako Melanie
- 1984: Miasto strachu (Fear City) jako Loretta
- 1984: Świadek mimo woli (Body Double) jako Holly Body
- 1986: Dzika namiętność (Something Wild) jako Audrey 'Lulu' Hankel
- 1987: Cherry model 2000 jako Edith 'E.' Johnson, Tracker
- 1988: Fasolowa wojna w Milagro (The Milagro Beanfield War) jako Flossie Devine
- 1988: Pracująca dziewczyna (Working Girl) jako Tess McGill
- 1988: Burzliwy poniedziałek (Stormy Monday) jako Kate
- 1990: Fajerwerki próżności (The Bonfire of the Vanities) jako Maria Ruskin
- 1990: Pacific Heights jako Patty Palmer
- 1991: Raj odzyskany (Paradise) jako Lily Reed
- 1992: Obcy wśród nas (A Stranger Among Us) jako Emily Eden
- 1992: Światło w mroku (Shining Through) jako Linda Voss
- 1993: Urodzeni wczoraj (Born Yesterday) jako Billie Dawn
- 1994: Kieszonkowe (Milk Money) jako V
- 1994: Naiwniak (Nobody's Fool) jako Toby Roebuck
- 1995: Dziewczyny z Dzikiego Zachodu (Buffalo Girls) film tv,  jako Dora DuFran
- 1995: Koniec niewinności (Now and Then) jako Tina 'Teeny' Tercell
- 1996: Zbyt wiele (Two Much) jako Betty
- 1996: Nieugięci (Mulholland Falls) jako Katherine
- 1997: Lolita jako Charlotte Haze
- 1998: Celebrity jako Nicole Oliver
- 1998: Cień wątpliwości (Shadow of Doubt) jako Kitt Devereux
- 1998: Następny dzień w raju (Another Day In Paradise) jako Sid
- 1999: Wariatka z Alabamy (Crazy in Alabama) jako Lucille
- 2000: Twoja na zawsze Lulu (Forever Lulu) jako Lulu McAfee
- 2000: Cecil B. Demented jako Honey Whitlock
- 2001: Tart jako Diane Milford
- 2002: Stuart Malutki 2 (Stuart Little 2) jako Margalo (głos)
- 2003: Pokerzyści (Shade) jako Eve
- 2003: 8 dni (Tempo) jako Sarah
- 2005: Zabójczy wdzięk (Heartless) jako Miranda

## Seriale tv
- 1976: Kiedyś pewien orzeł (Once an Eagle) jako Jinny Massengale
- 1978: Silni chłopcy/Tajemnice Nancy Drew (The Hardy Boys/Nancy Drew Mysteries) jako Stacey Blain
- 1978: Starsky i Hutch (Starsky & Hutch) jako Julie McDermott
- 1979: Vega$ jako Dawn Peters
- 1985: Alfred Hitchcock przedstawia (Alfred Hitchcock Presents) jako dziewczyna
- 1987: Policjanci z Miami (Miami Vice) jako Christine von Marburg
- 1988: Saturday Night Live jako gospodarz
- 1998: Ja i Jerzy (Me & George)
- 2006: Robot Chicken (Robot Chicken) jako Love-A-Lot